# Virginia Choquintel
Virginia Ángela Choquintel Napoleón (nacida como Virginia Ángela Choquintel; Río Grande, Tierra del Fuego, 20 de julio de 1942- Río Grande, 2 de junio de 1999) fue la última selknam aunque no se crio ni convivió con las costumbres de su pueblo. Cabe aclarar que los selknam eran denominados como “onas” por los pueblos originarios cercanos.

## Nacimiento e infancia
Nació en la Misión Salesiana de Río Grande, donde fue pupila, realizó sus estudios básicos y vivió gran parte de su vida. Vio pasar el final de los pueblos originarios fueguinos, que para entonces contaban con unos pocos individuos sobrevivientes del genocidio selknam, el mestizaje y las enfermedades importadas por los blancos. 
De su infancia tenía muy vagos y pocos recuerdos. Recordaba que su padre, Natalio Choquintel, quien vivía en una casa de la Misión Salesiana, la llevaba todas las tardes a andar a caballo. De su madre, Magdalena Saenes, no recordaba nada ya que había sucumbido a las enfermedades traídas por los occidentales, cuando ella tenía solamente 4 años. Murió en 1946.

## Vida personal
De joven se fue junto a su amiga, Sonia Navarro, a vivir a Ramos Mejía, Buenos Aires, donde la ayudó a criar a sus hijos y nietos, formando así una familia que la acogió entre sus integrantes. En la década de los años 80 conoció a quien fuera su gran amor y esposo, Nino Napoleón, un italiano mucho mayor que ella, con el cual no llegó a tener hijos. En esa misma década fue hallada y reconocida como una de las últimas selknam existentes.
Virginia Choquintel recuerda "Nosotros teníamos que saber cantar el Himno Nacional de Chile y el Argentino, en la Misión. Tal vez porque había alumnos chilenos. Y nos hacían hacer la banderita chilena”. Y cantábamos en latín la misa, como los responsos”. Las  chicas del María Auxiliadora íbamos a la Escuela Nº2 porque no habían todavía maestras. Nos llevaba y nos traía una Hermana” . Me pesa a mí la tristeza de no tener nadie de mi sangre. Porque la necesito. Yo a veces converso sola. Me gustaría estar con Ángela (Loij)  (1900 - 1974) o yo cuidándola a ella o ella cuidándome a mí. No importa. No sé cuántos años tendría ella. Ella era la madrina de bautismo mía”.
En una entrevista realizada a Margarita Maldonado, selknam de cuarta generación por línea materna, manifiesta que conoció a Virginia unos años antes de su muerte: “con Pepe, mi esposo, la sacábamos a pasear en auto junto a don Segundo Arteaga y que en un desfile, en el año 1997, la llevamos en auto, porque no podía caminar,  y ella saludaba a la multitud...parecía una reina... Cuando murió la velamos en el Concejo Deliberante. Está sepultada en el cementerio de Río Grande. Ella era todo paz y amor. Solía contarnos de sus noviazgos, que salía mucho a bailar cuando estaba en Buenos Aires...A pesar de haber tenido una vida tan triste...recibió mucho amor de nosotros...y se sentía feliz con su esposo, Nino."

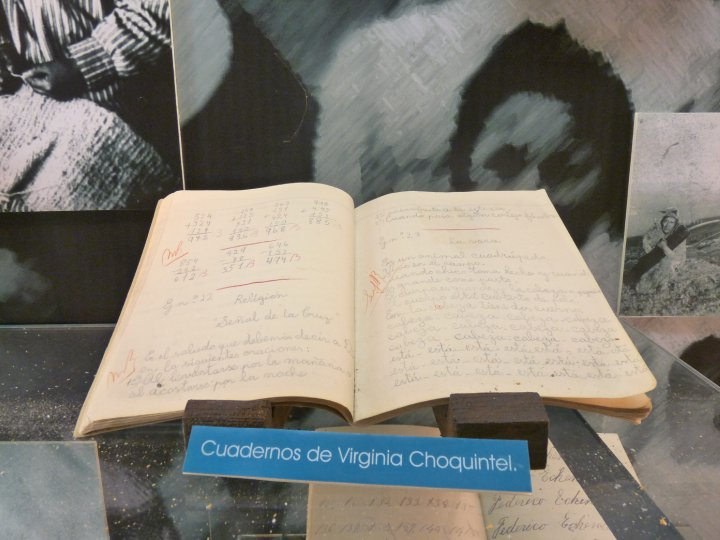
Imagen del cuaderno de primer grado de Virginia Choquintel en el Museo de la misión salesiana, Río Grande

## Regreso a Río Grande
En 1989 se la declaró Ciudadana Ilustre y a través de la Municipalidad de Río Grande y de Acción Social de Tierra del Fuego, le dieron una casa en Chacra II y una pensión, por lo cual se estableció en esa ciudad, cuidando a su esposo que ya era muy mayor y padecía diabetes. 

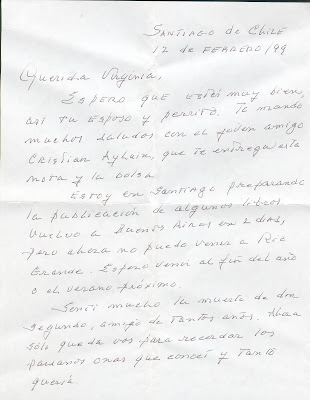
Carta escrita por la investigadora Anne Chapman a Virginia Choquintel

## Últimos años de vida
La ceguera, y posterior muerte de su esposo Nino fue un golpe devastador para Virginia. Que sumado a la difícil carga de ser la última sobreviviente pura de su etnia la sumió en una gran depresión y en el alcoholismo.
Murió un 2 de junio en su casa y fue enterrada junto a su esposo.
En Río Grande, la comunidad de descendientes de este grupo realizó una serie de homenajes y reclamos reivindicatorios.

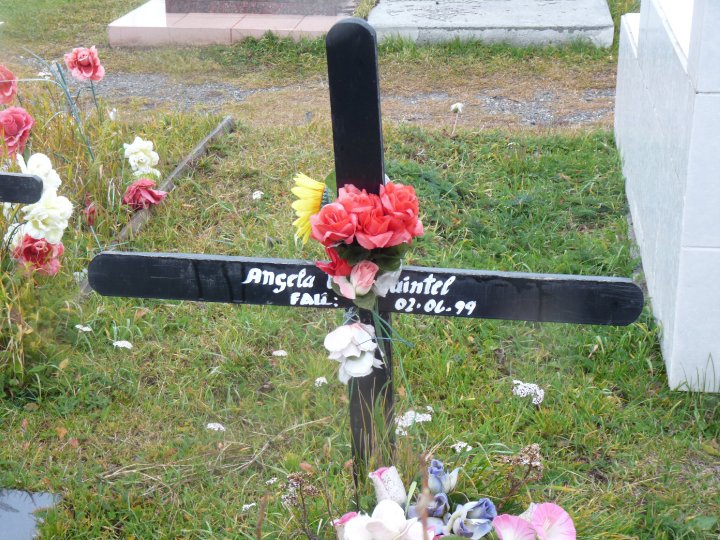
Tumba de Virginia Choquintel en el cementerio de Río Grande

## Reconocimientos
En su memoria, el museo de Río Grande lleva su nombre.